# Awtandil Koridse
Awtandil Koridse (georgisch ავთანდილ ქორიძე; * 15. April 1935 in Tiflis; † 11. April 1966 in Terdschola, Imeretien) war ein sowjetischer Ringer georgischer Abstammung. Er war Olympiasieger 1960 im Leichtgewicht, griechisch-römischer Stil.

## Werdegang
Awtandil Koridse begann als Jugendlicher in Tiflis mit dem Ringen. Er entwickelte sich dort schnell zu einem hervorragenden Ringer im griechisch-röm. Stil. 1957 belegte er bei der sowjetischen Meisterschaft den 2. Platz im Leichtgewicht hinter Nikolai Rosin und vor Fedor Jowitsch und gewann im selben Jahr das Leichtgewichtsturnier bei der III. Internationalen Sportspielen in Moskau. 1958 belegte er bei der sowjetischen Meisterschaft hinter Wiktor Wasin und Iwan Korschunow den 3. Platz. Beim großen internationalen Turnier 1959 in Split, bei der die gesamte Weltelite am Start war, gewann Awtandil im Leichtgewicht vor Rıza Doğan aus der Türkei und Imre Polyák aus Ungarn.
1960 belegte er bei der sowjetischen Meisterschaft im Leichtgewicht hinter Iwan Korschunow den 2. Platz, wurde aber trotzdem für die Olympischen Spiele in Rom nominiert. Awtandil Koridse rechtfertigte dieses Vertrauen, denn er wurde mit fünf Siegen und einem Unentschieden gegen den Olympiasieger von 1956 Kyösti Lehtonen aus Finnland, Olympiasieger im Leichtgewicht.
Am 1. November 1960 siegte er in Kiew in einem Länderkampf gegen die Bundesrepublik Deutschland über Gottlieb Neumair aus München-Neuaubing nach Punkten.
1961 fügte er dem Olympiasieg in Yokohama auch den Weltmeister-Titel hinzu. Es genügten ihm dazu vier Siege.
Bei weiteren internationalen Meisterschaften war Awtandil Koridse nicht mehr am Start. Er widmete sich seinem Sportlehrerstudium und war anschließend Trainer in Tiflis. 1966 kam er, gemeinsam mit seinem Ringerkameraden Roman Dsneladse, auf der Fahrt zum Training bei einem Verkehrsunfall im eigenen Pkw ums Leben.

## Internationale Erfolge
| Jahr | Platz | Wettbewerb                         | Gewichtsklasse | Ergebnisse |
| 1957 | 1.    | III. Intern. Sportspiele in Moskau | Leicht         | vor Rauhala, Finnland u. Argyrow, Bulgarien |
| 1959 | 1.    | Intern. Turnier in Split           | Leicht         | vor Rıza Doğan, Türkei, Imre Polyák, Ungarn, Branislav Martinović, Jugoslawien, Gheorghe, Rumänien u. Edmund Seger, BRD                                                                                       |
| 1960 | Gold  | OS in Rom                          | Leicht         | mit Siegen über Mario De Silva, Italien, Benjamin Northrup, USA, Dimitar Stojanow, Bulgarien, Branko Martinović u. Anastasios Moissidis, Griechenland und einem Unentschieden gegen Kyösti Lehtonen, Finnland |
| 1961 | 1.    | WM in Yokohama                     | Leicht         | mit Siegen über Joseph Talewongso, Indonesien, Adolf Franke, DDR, Benjamin Northrup und Branko Martinović |

## Sowjetische Meisterschaften
| Jahr | Platz | Gewichtsklasse | Ergebnisse                                   |
| 1957 | 2.    | Leicht         | hinter Nikolai Rosin, vor Fedor Jowitsch     |
| 1958 | 3.    | Leicht         | hinter Wiktor Wasin und Iwan Korschunow      |
| 1960 | 2.    | Leicht         | hinter Iwan korschunow, vor Witali Schitejew |

Erläuterungen
- alle Wettkämpfe im griechisch-römischen Stil
- OS = Olympische Spiele
- Leichtgewicht, damals bis 68 kg Körpergewicht